# Sœurs de la Mère des Douleurs, servantes de Marie
Ne doit pas être confondu avec Sœurs de la Mère des Douleurs.
Les Sœurs de la Mère des Douleurs, servantes de Marie forment une congrégation religieuse féminine enseignante et caritative de droit pontifical.

## Historique
La congrégation est fondée pour les autochtones le 8 décembre 1854 à Trichinopoly sous le nom de Sœurs de la Mère des Douleurs par Mère Maria Soosai Natchathiram et Mgr Alexis Canoz, vicaire apostolique jésuite de Tiruchirapalli pour l'enseignement des jeunes filles de la mission. En 1857, les sœurs prennent l'habit religieux et prononcent leurs vœux deux ans plus tard, en 1862, la direction de la communauté est confiée aux Sœurs de Marie-Réparatrice. Le 11 juillet 1865, elles s'agrègent au Tiers-Ordre des Servites et ajoutent à leur nom celui de servantes de Marie, la direction de l'institut est confié au jésuite Arnauld Pinsolle qui écrit les premières constitutions religieuses ; la congrégation est érigée canoniquement en 1876,.
L'institut s'agrège officiellement à l'ordre des Servites de Marie le 18 septembre 1927et reçoit le décret de louange le 5 mars 1957.

## Activités et diffusion
Les sœurs se consacrent principalement à l'éducation dans les écoles et les collèges, spécialement dans les castes considérées comme inférieures ; elles luttent contre le système des castes et pour le droit des femmes. 
Elles sont présentes en Inde, en Australie, aux Philippines et en Italie.
La maison généralice est à Chennai.
En 2017, la congrégation comptait 1073 sœurs dans 162 maisons. 